# Courgenay (Yonne)
Courgenay ist eine französische Gemeinde mit 565 Einwohnern (Stand 1. Januar 2022) im Département Yonne in der Region Bourgogne-Franche-Comté (vor 2016 Bourgogne). Sie ist Teil des Kantons Brienon-sur-Armançon (bis 2015: Kanton Villeneuve-l’Archevêque).

## Geografie
Courgenay liegt etwa 22 Kilometer ostnordöstlich von Sens und etwa 55 Kilometer westlich von Troyes. Umgeben wird Courgenay von den Nachbargemeinden Saint-Maurice-aux-Riches-Hommes im Norden und Nordwesten, Bercenay-le-Hayer im Norden und Nordosten, Pouy-sur-Vannes im Osten und Nordosten, Bagneaux im Südosten, Villeneuve-l’Archevêque und Molinons im Süden sowie Lailly im Süden und Westen.

## Bevölkerungsentwicklung
| Jahr                       | 1962 | 1968 | 1975 | 1982 | 1990 | 1999 | 2006 | 2013 |
| Einwohner                  | 428  | 472  | 455  | 408  | 463  | 446  | 526  | 548  |
| Quellen: Cassini und INSEE |      |      |      |      |      |      |      |      |

## Sehenswürdigkeiten
- Kloster Vauluisant, Zisterzienserkloster, 1129 gegründet (Bau ab 1127), 1791 aufgelöst, seit 1930/1951 Monument historique
- Kirche Saint-Crépin-et-Saint-Crépinien

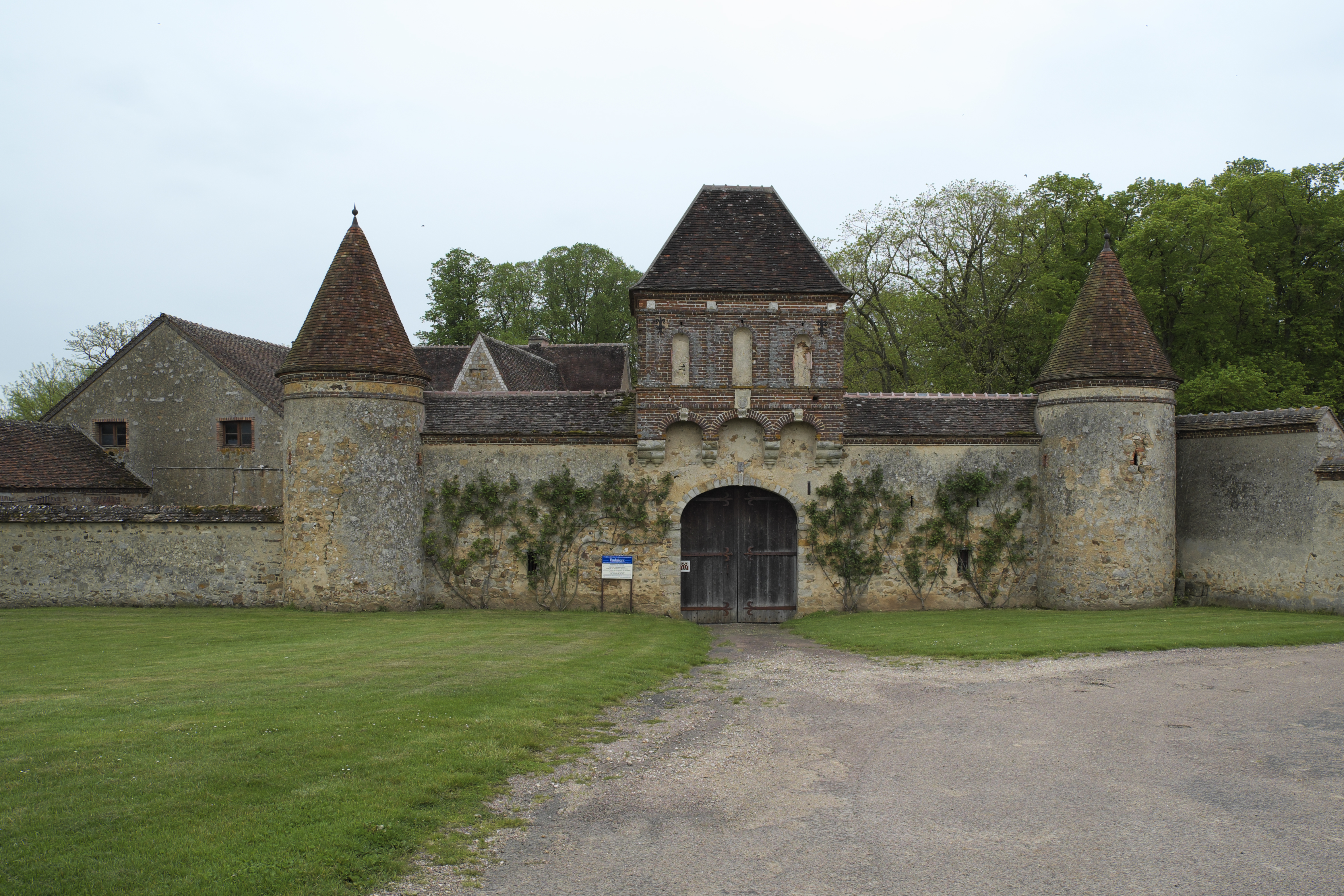
Kloster Valuisant
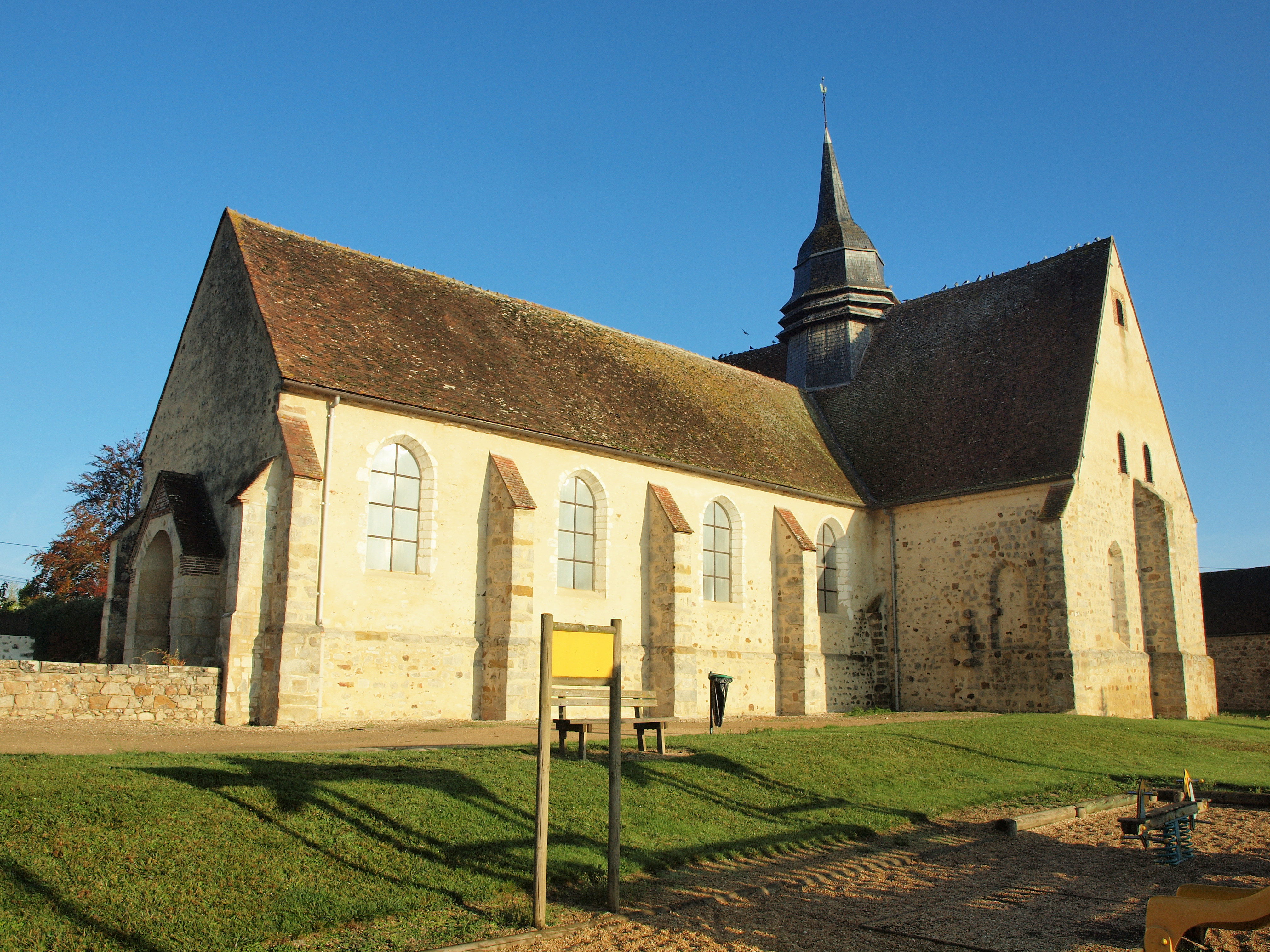
Kirche Saint-Crépin-et-Saint-Crépinien